# Ciclone bomba no sul do Brasil em 2020
O ciclone bomba no sul do Brasil foi uma ciclogênese explosiva (ciclone-bomba) que atingiu a região sul do país no dia 30 de junho de 2020. Treze mortes foram confirmadas, sendo onze em Santa Catarina, uma no Rio Grande do Sul e uma no Paraná. Além disso, cerca de 1,9 milhão de consumidores ficaram sem energia elétrica nos três estados.
O ciclone bomba nada mais é do que um intenso sistema de baixa pressão atmosférica que sofre uma rápida intensificação em 24 horas.  

## Sinopse

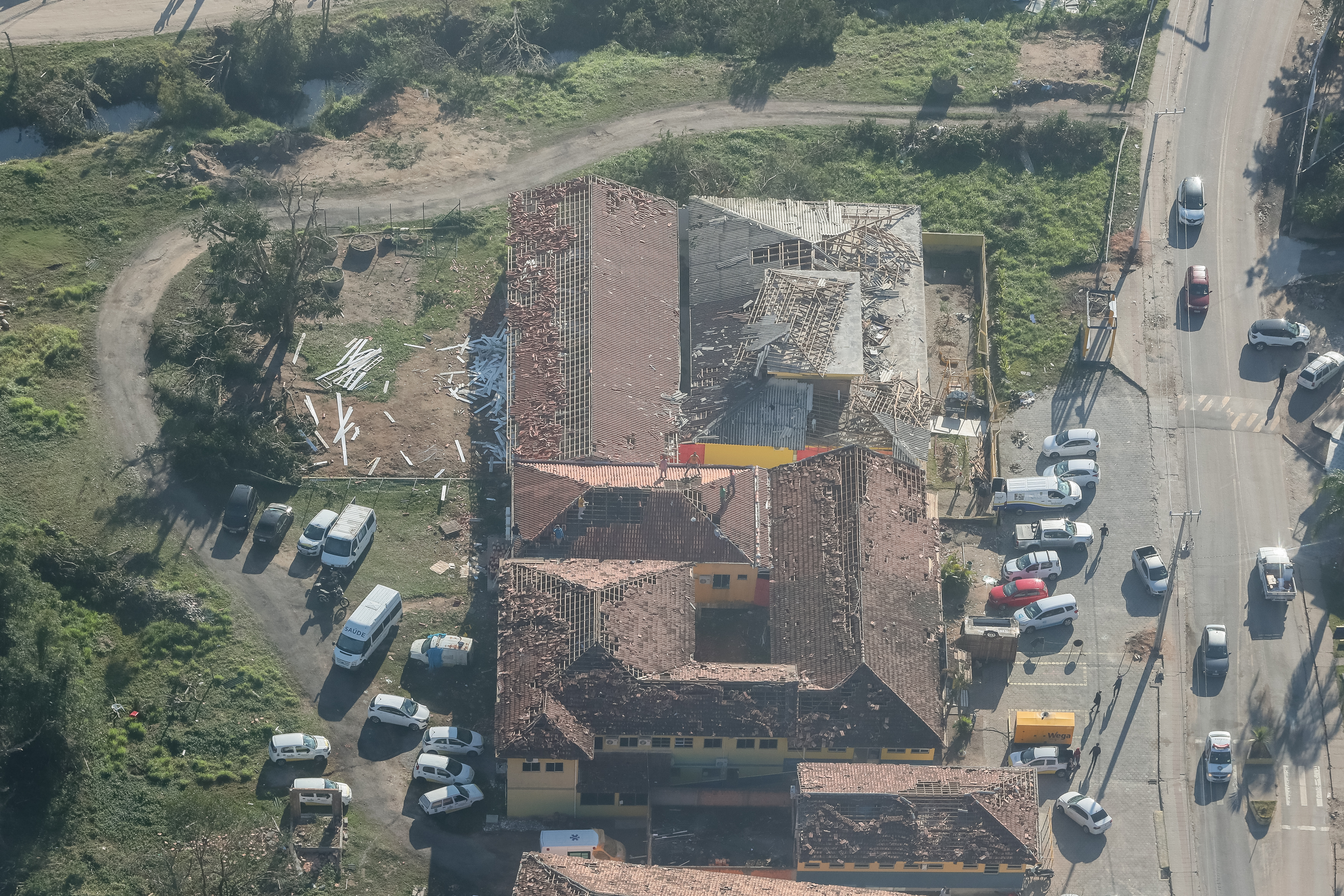
Construção atingida pelos fortes ventos da linha de tempestade (derecho).

Durante intensas tempestades convectivas formadas em decorrência do processo de ciclogênese que atingiu a Região Sul do Brasil em 30 de junho de 2020, várias cidades registraram picos de rajadas de ventos localizadas com mais de 150 km/h em diversos pontos de Santa Catarina, Rio Grande do Sul e Paraná. 

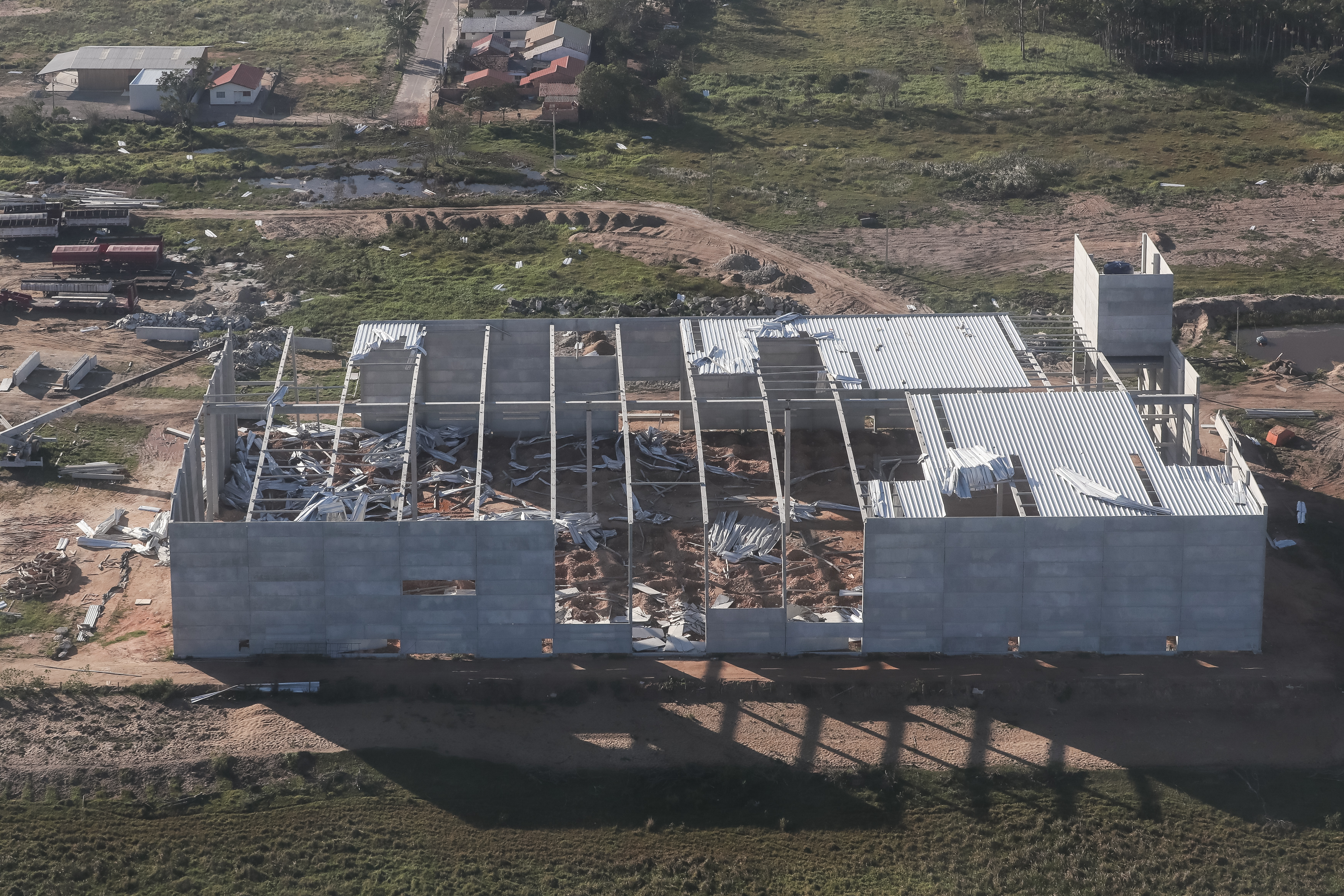
Galpão parcialmente destelhado.

As danos não foram causados pelo ciclone extratropical em si, mas sim causados por uma intensa e duradoura linha de tempestades de um sistema quasi-linear que se formou em uma frente fria associada ao ciclone, com características de um derecho do tipo "serial", produzindo múltiplos downbursts contínuos (microbursts e macrobursts) por onde passava, além da produção de várias super-células embutidas com vendavais severos (downbursts e frentes de rajadas) no ambiente sinótico propício nos estados do Paraná e norte do Rio Grande do Sul e alguns mesovórtices embutidos na linha de tempestade.
Até às 21h do dia 30, três mortes haviam sido registradas em decorrência do derecho produzido pelo ciclone bomba em Santa Catarina, sendo uma na cidade de Chapecó, uma em Santo Amaro da Imperatriz e uma em Tijucas, além de uma morte no Rio Grande do Sul, na cidade de Nova Prata.